# Quận Charlevoix, Michigan
Quận Charlevoix một quận thuộc tiểu bang Michigan, Hoa Kỳ. Quận lỵ đóng ở Charlevoix6. Theo điều tra dân số năm 2000 của Cục điều tra dân số Hoa Kỳ năm 2000, quận có dân số 26.090 người.

## Địa lý
Hồ Charlevoix, với diện tích 17.200 mẫu Anh (7.000 ha) và chiều dài bờ 56 dặm (90 km), là cảnh quan nổi bật của quận. Theo Cục điều tra dân số Hoa Kỳ, quận có diện tích 1.390,76 dặm vuông Anh (3.602,1 km2), trong đó 416,84 dặm vuông Anh (1.079,6 km2) (hay 29,97%) là diện tích đất và 973,92 dặm vuông Anh (2.522,4 km2) (hay 70,03%) là diện tích mặt nước.

### Quận giáp ranh
- Quận Mackinac (bắc)
- Quận Cheboygan & Quận Emmet (đông bắc)
- Quận Otsego (đông nam)
- Quận Antrim (nam)
- Quận Leelanau (tây nam)
- Quận Schoolcraft (tây bắc)